# Bandera de Barcelona
La bandera de Barcelona es la enseña que identifica actualmente al Ayuntamiento de Barcelona y por extensión a la ciudadanía barcelonesa. Su blasonado se remonta como mínimo al siglo XVI. Ha sufrido algunas modificaciones pero su diseño básico (cuartelado, Señal Real de Aragón y señal de San Jorge) ha permanecido desde sus primeras apariciones. Como bandera heráldica tiene su origen en el escudo de Barcelona.

## Blasonado
Bandera apaisada de proporciones dos de alto por tres de largo, 1r y 4o cuarteles, de plata, con una cruz llena de gules; 2o y 3r cuarteles de oro, cuatro palos de gules.

## Historia

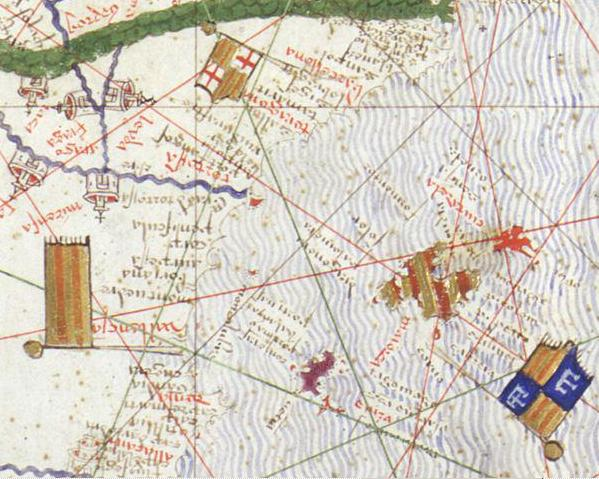
Extracto de varias señeras en el atlas de Cresques Abraham.

Desde la Edad Media, la bandera de la ciudad era la tradicional bandera cuartelada de cruces y palos, y era enarbolada como estandarte de la hueste de Barcelona para encabezar las movilizaciones armadas ofensivas o defensivas de la ciudad. La génesis de esta configuración se hallaba en la trasposición de la señal heráldica en superficie textil. La primera referencia gráfica se halla en las pinturas del Castillo de Alcañíz (Aragón), en la que aparecen caballeros y entre los cuales se halla uno con paramento equino adornado en esa disposición, aunque invertida, lo cual podría significar que dicho caballero es el conde de Besalú, condado que ostentaba estas armas. Pero en aquel tiempo, el conde de Besalú era el propio monarca.
El blasonado actual aparece por primera vez en 1329. En 1335, Pedro IV el Ceremonioso dio permiso al Consejo de Ciento a utilizar su señal real (los cuatro palos). Aunque en 1344 ya se habían fijado los cuatro palos por decreto, el número osciló durante mucho tiempo entre los 4 y los 2 palos. 

Variante de la bandera de Barcelona hacia el. Fuera su disposición horizontal o vertical, la cruz ocupaba lugar preferente.

Durante la siguiente centuria, en la que se afina y define el poder de la ciudad y sus representantes, se oficializa también la enseña de la ciudad. En efecto, hay imágenes de la bandera de la ciudad en los márgenes de tres dietarios (1457, 1462 y 1468). En los dos primeros se define como bandera de la hueste de la ciudad, y el último relata la caída de la bandera desde lo alto de la bóveda de la catedral. Las tres imágenes de la bandera son muy similares, y aparecen abocinadas al vuelo y en disposición cuartelada, sin definir claramente el número de palos o fajas (según disposición horizontal o vertical de la enseña). A pesar de estas referencias oficiales, se tiene conocimiento mediante las imágenes de portulanos de esta bandera desde 1339, apenas diez años después de la aparición del blasonado. La mayoría de portulanos desde entonces, y al menos hasta mediados del siglo XVII, muestran la misma disposición de la enseña, cuartelada, con la cruz en primer lugar, y con el señal real en disposición diversa, en número variable de palos o fajas. La diversidad de la disposición del señal real en la enseña barcelonesa así como en otras enseñas que también lo incluyen se suele interpretar como una adaptación personal del autor al pequeño espacio disponible para pintar los dibujos o como influencia de un portulano previo sobre el que se hubiese basado el autor.  

### La bandera de Santa Eulalia

Variante de la bandera de Santa Eulalia.

La llamada bandera de Santa Eulalia fue también bandera de la ciudad de Barcelona, existiendo documentos que así lo atestiguan ya desde los siglos XV o XVI. Parece que esta bandera sustituyó la tradicional cuartelada como símbolo exclusivo de sus ciudadanos. Fue esta bandera la que presidió las movilizaciones militares de la Coronela de Barcelona y la que lideró las tropas en la batalla de Montjuïc de 1641 (en la que se movilizó el Tercio de Santa Eulalia), en la batalla de Montjuïc de 1706 y en la batalla del 11 de septiembre de 1714.

### SigloXX
Se tienen pocas constancias del símbolo vexilológico de la ciudad pero, por ejemplo, se conoce que durante la ceremonia del Acto de colocación de la primera piedra del monumento dedicado al alcalde Francisco de Paula Rius y Taulet en 1901, la bandera, que aparece en disposición vertical, muestra en su rente un primer y tercer cuartel de la cruz y un segundo y tercero para el señal real, en forma de palos.  
Pocos años después, el Ayuntamiento decide por acuerdo municipal adoptar la bandera, que se oficializa en 3 de mayo de 1906. El modelo propuesto fue la del archivero municipal Ferran de Segarra i de Siscar, e iba acompañado de un dibujo, redescubierto años después durante el cauce de la guerra de las banderas. Se duda de la existencia de esta bandera, aunque una nota de prensa del diario La Vanguardia de 1908 confirma la bandera en el despacho del alcalde Domènec Sanllehy i Alrich:

En el despacho del alcalde hallábase expuesta ayer la nueva bandera de Barcelona que ha sido construida bajo la dirección del concejal señor Sagarra. Es de damasco de seda, y se halla dividida en cuarteles, dos con la cruz de Santa Eulalia y otras dos con el escudo de las cuatro barras. El asta de la bandera tiene un remate metálico. Dicha bandera se estrenará hoy en la ceremonia de los Juegos Florales.
 La Vanguardia, domingo 03 mayo 1908, página 4

Posteriormente, durante la dictadura de Miguel Primo de Rivera se prohibió la enseña catalana mediante decreto afectando ello a la bandera de la ciudad. El 12 de junio de 1930, al derogarse aquel mediante Real Decreto, las autoridades locales colgaron de la Casa de la Ciudad de Barcelona de inmediato dos banderas municipales, en la misma disposición que la de 1901, acompañadas de la bandera de Cataluña.

Variante de bandera desde los años 40 a 1996. Las variantes durante la dictadura tendieron a igualar el grosor de las fajas amarillas y rojas; mientras que las posteriores las igualaron a modo de señera, situada en el fondo, por lo que la franja amarilla central era más estrecha. Durante los Juegos Olímpicos pudo verse la bandera de franjas del mismo grosor, según señalaba la Comisión de Protocolo entre las que figuraban integrantes de la Associació Catalana de Vexil·lologia.

Pasada la República y con el ascenso al poder de Francisco Franco como jefe del Estado, vuelven a prohibirse las enseñas no propias del régimen. No es hasta los años 40 y años 50, en los que la dureza del régimen se relaja que vuelven a aparecer símbolos locales, con marcada intención folclórica, y progresivamente modificados. Algunos cuartelados muestran cuatro barras o fajas, mientras que otros, solo dos. Algunos especialistas asocian esta tendencia para simbolizar ese cuartel más con España que con Cataluña, como había sucedido y sucedía con el escudo de la ciudad. El 21 de marzo de 1948, la bandera recibe la Corbata de la Orden de Alfonso X el Sabio, debido a «la labor educativa que se lleva a cabo desde el Ayuntamiento de la ciudad.»
Tras la muerte de Franco e iniciada la democracia, el Ayuntamiento optó por modernizar los símbolos. En 1984 se creó la Unidad Operativa de Estadística, Información y Publicaciones que se encargaría también de homogeneizar los símbolos, entre los que se encontraba el escudo y la bandera. Se aprobó un escudo con dos palos de oro sobre gules en los campos segundo y tercero, obra del diseñador Santi Pau. El esquema del escudo sugería una superposición de los cuarteles de las cruces de San Jorge sobre una señera catalana, que se plasmó también en la bandera. El Ayuntamiento promovió la difusión de la bandera tras la elección de Barcelona como ciudad olímpica para las XXV Olimpiadas, para que acompañase también la enseña catalana. Sin embargo surgió la desorientación ciudadana sobre cómo disponer correctamente la bandera, ya que no había instrucciones para ello, ni la bandera había sido aprobada oficialmente.

### La «guerra de las banderas»

Bandera aprobada tras la primera votación municipal dedicada a la bandera, el 25 de septiembre de 1996.

En 1996 se inició el debate en el Ayuntamiento para aprobar oficialmente el conjunto de símbolos que utilizaría la ciudad implicando la modificación del sello, el escudo y la bandera. La aprobación de la bandera sin acuerdo de todos los grupos municipales y con críticas de reconocidos heraldistas y vexilólogos extendió la discusión por varios años, hasta la aprobación, en 2004, de la bandera vigente. Este contencioso municipal y ciudadano fue llamado por la prensa «guerra de las banderas».
En 1996 el pleno del ayuntamiento de Barcelona decidió optar por un modelo de bandera distinto a la histórica, lo que genera un contencioso con la Societat Catalana de Genealogia, Heràldica, Sigil·lografia, Vexil·lologia i Nobiliària, que ganó en el año 2004. La versión histórica de cuatro palos por cuartel es actualmente la versión empleada.